# Hedwig von Habsburg
Hedwig von Habsburg (oder Heilwig; * um 1260 in Rheinfelden, Herzogtum Schwaben; † 1303 in der Mark Brandenburg) war ein Mitglied des Hauses Habsburg. Von 1279 bis 1285/1286 war sie durch die Heirat mit dem Askanier Otto VI. von Brandenburg-Salzwedel Markgräfin von Brandenburg.

## Familie
Hedwig wurde als jüngere Tochter von Rudolf IV. von Habsburg und seiner ersten Frau Gertrude von Hohenberg geboren. Das genaue Geburtsjahr ist unbekannt, ist aber durch die Geburten ihrer Geschwister zwischen 1258 und 1261 zuordenbar.
Die Habsburger waren ein relativ unbedeutendes Geschlecht, bis Hedwigs Vater Rudolf 1273 zum römisch-deutschen König gewählt wurde. Danach begann der Aufstieg der Habsburger zur Herrscherdynastie des Heiligen Römischen Reiches.
Hedwig war das fünfte von zehn Kindern. Ihr Bruder Albrecht I. folgte seinen Vater als römisch-deutscher König nach. Ihr Bruder Hartmann ertrank 1281. Rudolf II. wurde Herzog von Schwaben, starb aber 1290. Hedwig und ihre Schwestern wurden mit mächtigen Fürsten verheiratet: Mathilde heiratete Ludwig, Herzog von Oberbayern, Katharina Otto III. von Niederbayern, Agnes Albrecht II. den Herzog von Sachsen-Wittenberg, Klementia Karl Martell, Titularkönig von Ungarn und Guta König Wenzel II. von Böhmen.
Nach dem Tod von Hedwigs Mutter 1281 heirate Rudolf Isabella von Burgund. Diese war, abgesehen von Guta, jünger als ihre Stiefkinder.

## Heirat
Hedwig selbst heiratete 1279 in der Residenz der Habsburger in Wien Otto VI. von Brandenburg-Salzwedel, Sohn von Markgraf Otto III. von Brandenburg aus dem Haus der Askanier.
Das Paar hatte ein Kind, welches früh starb. 1285 oder 1286 verzichtete ihr Ehemann zugunsten seines Bruders auf alle Ansprüche auf die Mark Brandenburg und schloss sich dem Templerorden an. Hedwig starb um 1303. Sie wurde in der Zisterzienserabtei Lehnin begraben.